# قانون الكشافة

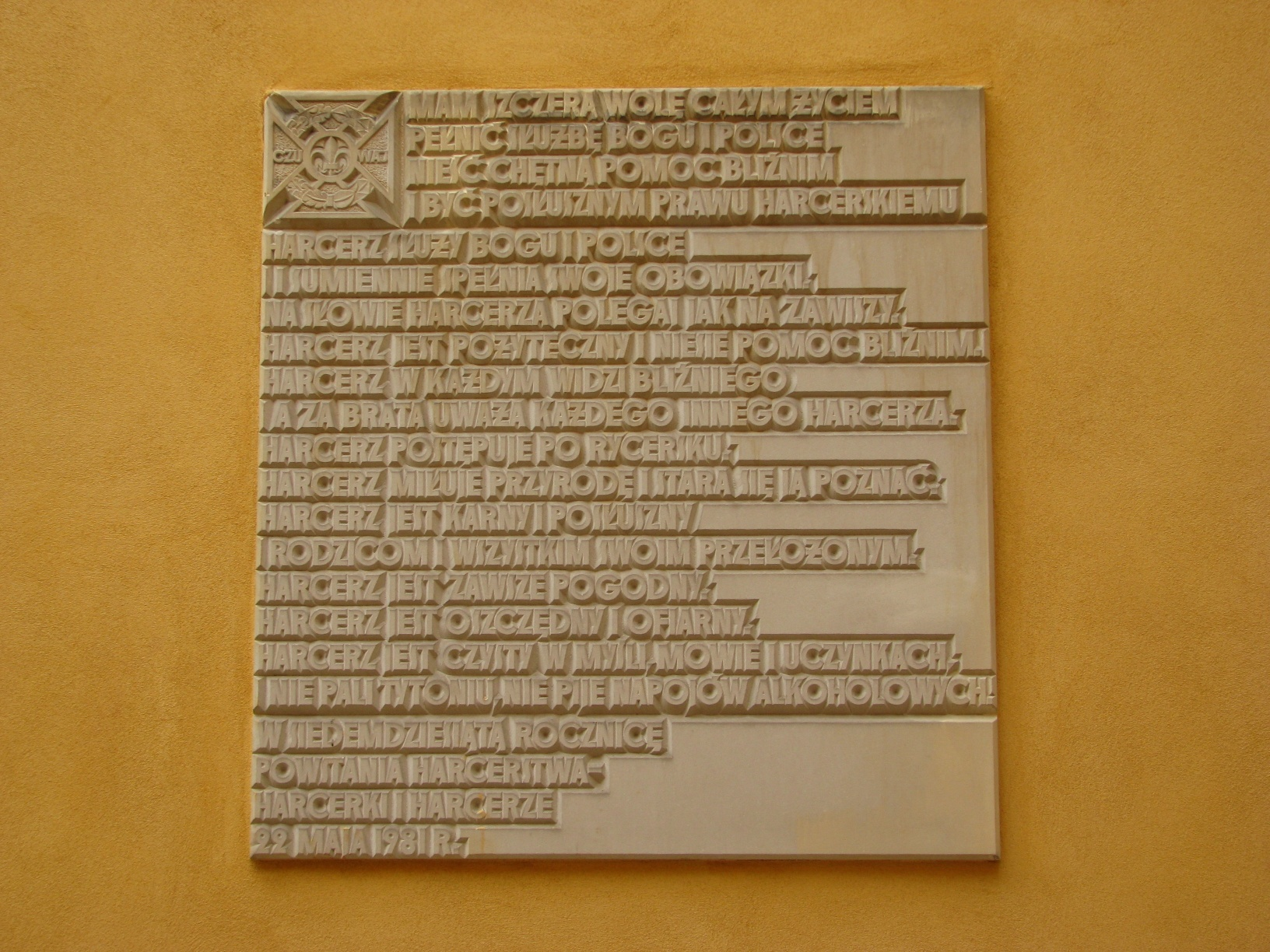

قانون الكشافة: هو مجموعة الصفات التي يسعى كل عضو منتمى للحركة الكشفية أن يتصف بها ويسلكها في حياته والإخلاص لله والوطن ولقانون الكشافة. في فلسطين«قانون الكشافة» هو أيضاً تسمية للقانون الذي ينظم أعمال ومصالح جمعية الكشافة والكشّاف، ويعرف الكشاف في القانون صف ضابط أو جوالاً، أو كشافاً، أو شبلاً معترفاً به بتلك الصفة بمقتضى نظام الجمعية، وتشمل جميع ضباط الجمعية. وكل دولة بها قانون ينظم أعمال الكشافة، وجمعية الكشافة، لضبط اختصاصها، وينص على عقوبة من يخالف هذه النصوص، وقد أصدره المندوب السامي البريطاني عام 1947. أما في باقي الدولي فيلاحظ أن تسميته في العراق «نظام المجلس الأعلى للكشافة-العراقيّة»1965  وفي السعودية «نظام جمعية الكشافة العربية السعودية»1987.

## تاريخ[7]
كان عام 1907 هو عاما حاسما عندما بدأت الدعوة لتأسيس “كشافة السلم” ولقد كان المعسكر الكشفي الذي اقيم في جزيرة (براون سيتي) في إنجلترا هو بداية التعريف بحركة الكشافة الذي فكر بادن باول اثناء حصار عصابات البوير (المهاجرين من اصل هولندي) لعمل معسكر والاستعانة بالشباب الكشافين الذين تطوعوا في أعمال الدفاع المدني والحراسة للمنشئات واطفاء الحرائق واسعاف الجرحي والمصابيين والطهي ونقل الرسائل وتمكن من فك الحصار بعد 7 شهور – ثم بدأ في تكوين وانشاء فرق كشفية واقام المخيم الكشفي التجريبي سنة 1907 في إنجلترا وشارك فيه عدد 20 من الفتيان.
وبعد نجاح الفكرة قام يتوسيع الفئة العمرية فضم الاشبال وكتب بادن باول مبادئ الكشافة في لندن سنة 1908 مستندا الي كتب العسكرية السابقة.
- وبدعم من فريد ريك روسل برينهام (رئيس الكشافيين في افريقيا البريطانية) أي الدول التي كانت تحت رعاية وسيطرة بريطانيا.
- اثناء النصف الأول من القرن العشرين نشأت الحركة الكشفية علي ثلاث مجموعات عمرية رئيسية للاولاد (شبل / كشاف / روفر سكات)
- في عام 1910 بدأت منظمة جديدة للفتات سميت “مرشدات” انشأتها شقيقة بادن باول وبعد ذلك تم إنشاء فرق للفتيات لمساعدة زوجة بادن باول وشقيقته.
- عقد أول مهرجان للكشافة سنة 1920 وبعد ذلك انتشرت الكشافة في جميع انحاء العالم بين الحربين العالمتيين فيما عدا الدول الشيوعية حيث تم حظر نشاط الكشافة فيها.

هذا وعلما بأن فكرة الحركة الكشفية لها اهداف روحية تربوية نظامية جليلة.
- وسميت الكشافة بهذا الاسم من الكشف والبحث لأن الغاية الكشفية هي اكتساب القيم الروحية والتربوية والقيم وتحصيل الاخلاق الحميدة والتربوية الصالحة والاعتماد علي النفس وخدمة الغير.
- تعتمد الحركة الكشفية علي الانشطة العلمسة والعملية في الهواء الطلق مثل اقامة المخيمات وفن عمل الاخشاب والحبال والخيوط والالعاب المختلفة والسفر علي الاقدام والتجوال.
- وتختص الحركة الكشفية بزي موحد سكاوت الرسمي بهدف اخفاء كل الاختلافات بين الوسط الاجتماعي وتحقيق المساواة بين الجميع مع ارتداء المنديل (الفولار) ويتضمن أيضا الزي الشارة الموحدة المتميزة شعار الكشافة بالإضافة الي شعارات الاستحقاق الأخرى.

مراحل الكشافة:
- مرحلة البراعم (من سن 3 الي 7 سنوات)
- مر حلة الاشبال (من سن7 الي 11 سنة)
- مرحلة الكشافة (الفتيان) (من سن 11 الي 14 سنة)
- مرحلة المتقدم (مرشحين جوالة) (من سن 14 الي 17 سنة)
- مرحلة الجوال (من سن 17سنة)
- مرحلة القيادة (عندما ينتهي الفرد من مرحلة الجوالة الي اعلي بعد انتهائه من المناهج المقررة الواجب دراستها)
- مرحلة الرواد (من سن 40 سنة وليس لهم علاقة مباشرة بالفرق الكشفية وهم يكونوا في مرحلة الاشراف والخبرة والتشريف)

## صفات الكشافة
1. صادق: أن يوثق بشرف الكشاف ويعتمد عليه
2. مخلص: الكشاف مخلص لله ولوطنه ومطيع لأولياء أمره ورؤسائه ومرئوسيه في الحق دون تردد
3. نافع: واجب الكشاف أن يكون نافعًا وأن يساعد الآخرين
4. ودود: الكشاف صديق للجميع وأخ لكل كشاف آخر
5. مؤدب: الكشاف مؤدب ومهذب في اخلاقه وتصرفاته
6. رفيق: الكشاف رفيق بالحيوان «ويحب النبات ويرى في الطبيعة آية الله»
7. مطيع: الكشاف يطيع أوامر والديه وعريف طليعته وقائده
8. باش: الكشاف باش يقابل الصعوبات بصدر رحب
9. مقتصد: الكشاف غير مبذر ومحافظ
10. نظيف: الكشاف نظيف في الفكر والقول والفعل والمظهر وكل ما يقوم به
11. شجاع: الكشاف شجاع ومقدام" (أضافتها المنظمة الكشفية العربية)